# نادي إسكيلستونا
نادي إسكيلستونا (بالإنجليزية: Idrottsföreningen Kamraterna Eskilstuna) نادي كرة قدم سويدي يلعب في دوري الدرجة الثالثة. تم تأسيس النادي في سنة 1897 .